# 胞子様細胞
胞子様細胞（ほうしようさいぼう、英: Spore-like cells）は、胞子に特徴的な振舞いを示す細胞としてチャールズ・バカンティらが2001年に発表した仮説である。
論文では、既知の胞子様細胞には、ヒトを含む成体の特定の種類の幹細胞があり、これらは非常に小さく、非常に多能で、その他の生物の細胞が分裂、成長、死亡するのに対して休眠した「胞子様」状態のままで留まっていると主張。更に休眠状態にもかかわらず、この細胞は成長、分裂、そして他の細胞種に分化する能力を維持していると考えていた。
2001年の論文は説明や証明が不十分で研究は懐疑的に見られており、2011年に発表された多能性を検証した論文についても、撤回すべき程の画像の修正や科学的な疑義が生じている。

## 研究の概要

### 仮説の特徴
胞子様細胞は2001年にバカンティらによって初めて記述された。これらの大きさは極めて小さく（5マイクロメートル未満）、休眠しているように見え、実質的に全ての体組織の柔組織全体にわたって分散している。休眠しているため、極めて低酸素の環境や極端な温度といったその他の厳しい環境でも生き残ると期待されている（バカンティは、胞子様細胞が -86 ℃で凍結させた後に解凍したり、85 ℃で30分以上加熱しても生き抜くとしている）。
これらの独特な細胞が傷害や病気によって活性化されるまで休眠しており、病気あるいは損傷で失われた組織を再生する能力を有することを、バカンティは信じていると論文に書いた。5マイクロメートル未満という細胞サイズはヒトの全ゲノムを含むにはかなり小さように見えるため、バカンティらはこれらの細胞における「最小ゲノム」という概念について憶測している。なお、2001年の論文では作成方法やマーカーの検証等は十分に行われておらず、この研究は懐疑的に見られている。

### 細胞塊と多能性の検証
小保方晴子の博士論文研究では、全身の組織に共通した性質を持つ幹細胞の存在を証明することを目標とし、様々な検討を行っている。胞子様細胞は微細な細胞であり、小保方は低浸透圧の溶液や先端径10μm程のパスツールピペットを用いることにより、大きい細胞塊を壊して微小細胞を採取する方法を考案した。次に、マウスの骨髄から採取した微小細胞群の無血清培地での培養により、浮遊した球形のコロニー（細胞塊）ができることを発見、これを「sphere」と名付けた。
更にこのsphereに対し、万能性幹細胞マーカーSSEA-1やE-Cadherinの発現、Oct4等の遺伝子マーカーの発現について実験を行った。分化能についてもin vitro、in vivo双方で検証し、神経、筋肉、肝実質細胞といった三胚葉由来組織に分化できること、脊髄・筋肉・肺といった他の三胚葉由来組織にもこの細胞群が存在するかどうか、検証を行った。なお、万能性を検証するキメラマウス実験にも取り組んだが、胎児にSphere由来の細胞が見受けられたものの、完全な成功には至っていないとされている。

### 多能性の検証についての疑義
上述のsphereにおける多能性の検証について、後述する画像の疑義に加え、科学的な疑義が生じている。多能性を確認するマーカーがES細胞の場合の1/200から1/2000程度しか発現していないにもかかわらず、「体細胞では発現しないマーカー遺伝子を発現」と結論付けてしまっていること、根拠となるデータが示されていないにもかかわらず、sphera由来の細胞がキメラマウス（胎児）の中にあったとしていること、などが挙げられている。

## 研究の展開

### バカンティ兄弟の仮説と特許
チャールズ・バカンティやマーティン・バカンティらは、2001年に生物の成体に小さなサイズの細胞が眠った状態の多能性細胞が存在するのではないかとの仮説を提唱、胞子様細胞（Spore-like cells）として論文を発表した。しかし、チャールズの同僚たちは同研究に極めて懐疑的であり、チャールズは弁護に疲れ果てた末に職場を去る決意をする。新しい職場（ハーバード・メディカルスクール系列のブリガム＆ウィメンズ病院：Brigam and Women's Hospital）での面接では、胞子様細胞仮説に触れないように意識したという。
なお、チャールズとマーティンの二人によって、
- 特許7575921[17]（2003年6月13日出願、2004年3月25日公開[18]、2009年8月18日登録）
- 特許7060492[19]（2004年3月3日出願、2004年9月9日公開[20]、2006年6月13日登録）
- 特許7964394[21]（2009年7月17日出願、2010年1月14日公開[22]、2011年6月21日登録）
- 特許8551775[23]（2010年11月11日出願、2011年11月17日公開[24]、2013年10月8日登録）
- 2013年9月12日出願、2014年1月16日公開[25]

といった5回の特許出願が行われており、VBI Technologies, L.L.C.を特許権の譲受人として、4つの特許が成立している。

### 小島宏司や小保方晴子らの参画
マーティンが異動した後、チャールズは研究を一旦休止していた。しかし小島宏司が研究に参加することになり、小島は肺組織で、研究室の他の人物も筋組織で細胞の選別に成功したと言われている。その後、博士課程時代の小保方晴子がチャールズや小島の下に短期留学で訪れ、万能細胞について学ぶとともに胞子様細胞の研究に参加する。小保方はその成果を2009年8月に論文としてまとめたが、2010年春、投稿した論文は採用されなかった。小島は「その後の2-3年は彼女は本当につらかっただろう」と語っている。
また、ハーバードでは多能性の判定の仕事を手伝ってくれる人が見つからず、小島を通して理化学研究所のチームリーダーだった若山照彦（後に山梨大学教授）の協力を仰いだ。若山照彦の協力を得て、万能性を検証するキメラマウス実験にも取り組んでいる。一連の研究成果は、バカンティ自身が創刊していた学術誌『ティッシュ・エンジニアリング・パートA』に投稿され、2011年3月に公表された。

### 刺激による初期化という解釈へ
2010年頃に、チャールズ・バカンティと大和雅之は、独立に刺激で細胞が初期化するアイデアを思い付いたとされる。小保方晴子は組織細胞をガラスの細管に通して小型細胞を選別する実験を行ううちに、この実験で小型の幹細胞は取り出せるが、元の組織には幹細胞が観察されないこと、繰り返し細管に通すと少しずつ小型の幹細胞が出現することなどに気づいた。小保方は「小さい細胞を取り出す操作をすると幹細胞が現れるのに、操作しないと見られない。幹細胞を『取り出している』のではなく、操作によって、『できている』という考えに至った」と語っている。
このSTAP、STAP細胞と後に名付けられる研究は、2011年4月からは理化学研究所を中心に研究が進められた。2014年1月30日にネイチャーへ掲載されたものの7月2日に撤回され、その科学的根拠は失われている。また、研究の実態について科学的に多くの矛盾が明らかになっている。この研究の詳細は、「刺激惹起性多能性獲得細胞」を参照のこと。

## 論文における研究不正行為

### 2011年論文での画像使いまわし
2014年のSTAP論文の疑惑に伴い、2011年にティッシュエンジニアリング誌に発表した論文においても疑義が発覚。遺伝子の解析結果の画像を使い回す等が疑義が指摘され、2014年3月にバカンティは実験データや画像の説明文を訂正することになった。

### 小保方博士論文の疑義
小保方晴子の博士論文において、研究背景におけるウェブサイトからの文章盗用・剽窃、参考文献リストにおけるコピーアンドペースト等、多数の疑義が発覚した。特にマウスの骨髄細胞を肝細胞に分化させた実験の結果として掲載されていた画像が、バイオ系企業コスモ・バイオのプライマリーセル事業部（かつてのプライマリーセル）のウェブサイトの「肝細胞培養キット」のサンプル画像に酷似していることが発覚。コスモ・バイオの担当者は、画像は自社で2007年6月に撮影したもので、小保方に提供したことはないと証言した。一方、論文提出は2011年2月であり、小保方が同サイトから画像をコピーした疑いが持たれ、研究の根幹部分に疑義が生じた。
この件に対し早稲田大学は調査委員会を設置し、2014年7月17日に報告を行った。文章に関する著作権侵害では疑問が残ったものの、画像流用した論文は下書き段階のものと認定され、実験の真偽についてはTE誌に掲載された2011年論文と同じ内容でもあるため問題なしとなった。ただし、「#多能性の検証についての疑義」でも説明したように、科学的な内容についても疑義が寄せられており、2011年論文の画像の訂正についも、訂正ではなくデータ改ざんが疑われる論文撤回レベルだと問題視されている。
調査内容やその後の経過に関する詳細は、「早稲田大学博士論文不正問題」を参照のこと。

## 研究成果

### 論文関連
（原著論文、同訂正、学位論文）
- Martin P. Vacanti, Amit Roy, Joaquin Cortiella, Lawrence Bonassar andCharles A. Vacanti (2001-03-01). “Identification and initial characterization of spore-like cells in adult mammals”. Journal of Cellular Biochemistry 80 (3):  455–460.
- Armin Shmilovici (2007). “Mammalian spore-like cells – A reservoir of spare parts for old-age?”. Medical Hypotheses 68 (4):  767–769.
- H. Obokata, K. Kojima, K. Westerman, M. Yamato, T. Okano, S. Tsuneda, C. A. Vacanti (3 2011). “The potential of stem cells in adult tissues representative of the three germ layers”. Tissue Engineering Part A 17 (5-6):  607-615.
  - C. A. Vacanti et al. (3 2014). “Erratum: The Potential of Stem Cells in Adult Tissues Representative of the Three Germ Layers”. Tissue Engineering Part A.
- Haruko Obokata (2011-03-15). Isolation of pluripotent adult stem cells discovered from tissues derived from all three germ layers. 博士論文（甲第3323号）. 早稲田大学. NAID 500000543019（英語）（日本語題名：三胚葉由来組織に共通した万能性体性幹細胞の探索） 平成26年10月6日学位取消

### 特許関連
（特許付与、特許出願）
- Inventors: Martin P. Vacanti, Charles A. Vacanti, Spore-like cells and uses thereof, Assignee: VBI Technologies, L.L.C. (Patent number: 7575921, Type: Grant, Filed: June 13, 2003, Issued: August 18, 2009)
  - Inventors: Martin P. Vacanti, Charles A. Vacanti. Spore-like cells and uses thereof.(Application number: 20040057942, Type: Application, Filed: June 13, 2003, Issued: March 25, 2004)
- Inventors: Charles A. Vacanti, Martin P. Vacanti, Isolation of spore-like cells from tissues exposed to extreme conditions, Assignee: VBI Technologies, L.L.C. (Patent number: 7060492, Type: Grant, Filed: March 3, 2004, Issued: June 13, 2006)
  - Inventors: Charles A. Vacanti, Martin P. Vacanti, Isolation of spore-like cells from tissues exposed to extreme conditions (Application number: 20040175823, Type: Application, Filed: March 3, 2004, Issued: September 9, 2004)
- Inventors: Martin P. Vacanti, Charles A. Vacanti, Spore-like cells and uses thereof, Assignee: VBI Technologies, L.L.C. (Patent number: 7964394, Type: Grant, Filed: July 17, 2009, Issued: June 21, 2011)
  - Inventors: Martin P. Vacanti, Charles A. Vacanti, SPORE-LIKE CELLS AND USES THEREOF (Application number: 20100009440, Type: Application, Filed: July 17, 2009, Issued: January 14, 2010)
- Inventors: Martin P. Vacanti, Charles A. Vacanti, Subpopulations of spore-like cells and uses thereof, Assignee: VBI Technologies, L.L.C. (Patent number: 8551775, Type: Grant, Filed: November 11, 2010, Issued: October 8, 2013)
  - Inventors: Martin P. Vacanti, Charles A. Vacanti, SUBPOPULATIONS OF SPORE-LIKE CELLS AND USES THEREOF (Application number: 20110281282, Type: Application, Filed: November 11, 2010, Issued: November 17, 2011)
- Inventors: Martin P. Vacanti, Charles A. Vacanti, Subpopulations of Spore-Like Cells and Uses Thereof, Assignee: VBI Technologies, L.L.C. (Type: Application, Filed: September 12, 2013, Issued: January 16, 2014)